# Tamara Tikhonova
Pour les articles homonymes, voir Tikhonov.
Tamara Ivanovna Tikhonova (en russe : Тамара Ивановна Тихонова), née le 13 juin 1964 dans l'Oudmourtie, est une fondeuse soviétique puis russe.

## Palmarès

### Jeux olympiques
- Jeux olympiques de 1988 à Calgary (Canada) :
  -  Médaille d'or en relais 20 km.
  -  Médaille d'or en relais 4 × 5 km.
  -  Médaille d'argent en 5 km.

### Championnats du monde
- Championnats du monde 1985 à Seefeld (Autriche) :
  -  Médaille d'or en relais 4 × 5 km.
- Championnats du monde 1989 à Lahti (Finlande) :
  -  Médaille d'argent en 4 × 5 km.
  -  Médaille de bronze en 10 km.
- Championnats du monde 1991 à Val di Fiemme (Italie) :
  -  Médaille d'or en relais 4 × 5 km.
  -  Médaille de bronze en 10 km.

### Coupe du monde
- Meilleur classement au général : 2e en 1989.
- 10 podiums dont 2 victoires en course.

#### Détail des victoires individuelles
| Date             | Lieu    | pays | Compétition |
| ---------------- | ------- | ---- | ----------- |
| 16 décembre 1987 | Bohinj  |      | 10 km TL    |
| 25 février 1988  | Calgary |      | 20 km TL    |

Légende :

TC = classique

TL = libre

MS = départ en masse

HS = départ avec handicap

PU = poursuite